# Bob Crompton
Robert Crompton (26 de setembre de 1879 - 16 de març de 1941) fou un futbolista anglès de la dècada de 1900.
Passà tota la seva carrera al Blackburn Rovers FC.
Fou internacional amb la selecció d'Anglaterra en 41 ocasions.
El 25 de febrer de 2015 fou inclòs al Hall of Fame del National Football Museum.

## Palmarès

### Jugador
Blackburn Rovers
- First Division: 1911-12, 1913-14

### Entrenador
Blackburn Rovers
- FA Cup: 1928
- Second Division: 1938-39